# Лигети, Лайош

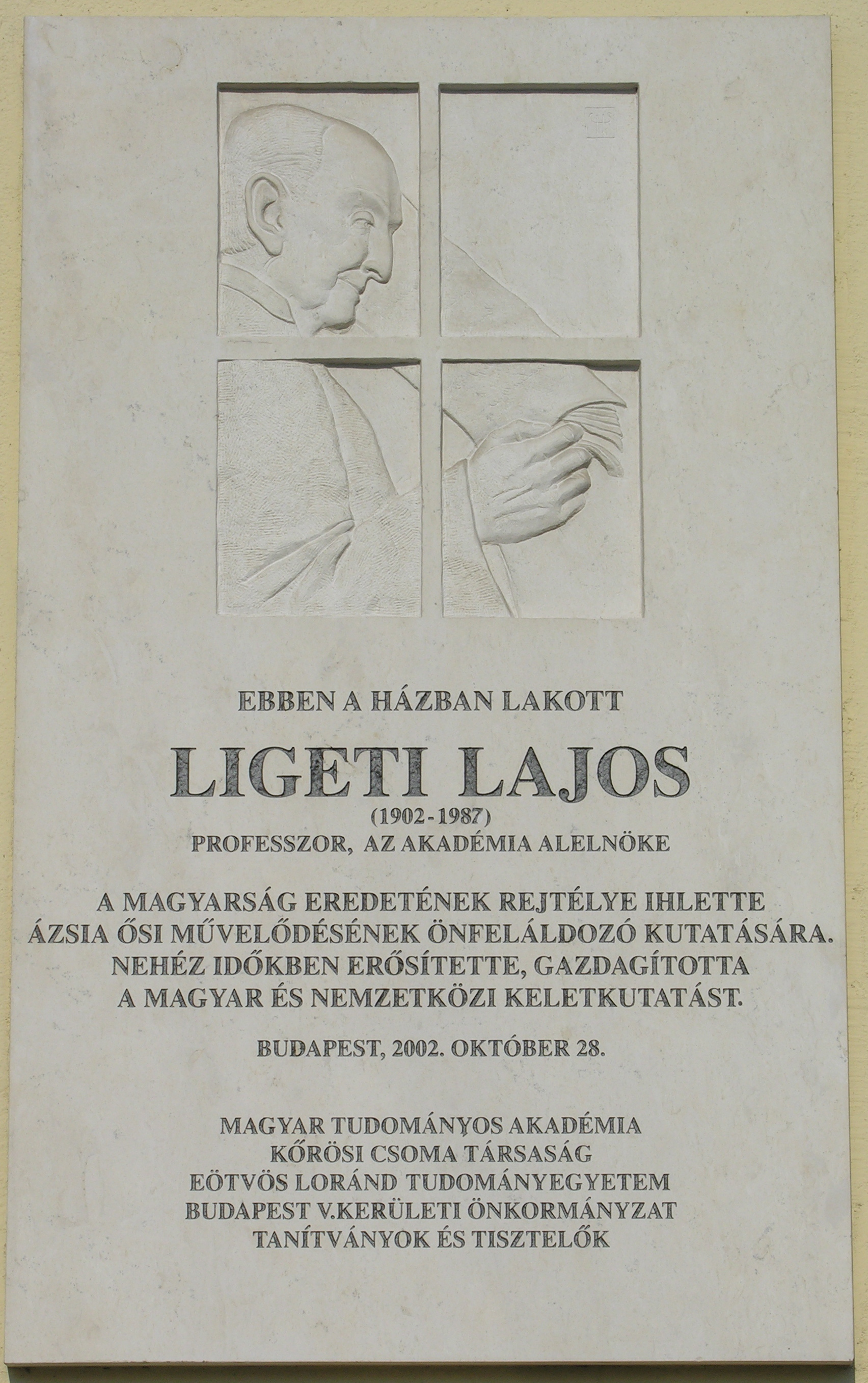
Мемориальная доска учёному в Будапеште

Лайош Лигети (венг. Ligeti Lajos; 28 октября 1902, Балашшадьярмат, Австро-Венгрия — 24 мая 1987, Будапешт) — венгерский учёный, лингвист, филолог, востоковед, тюрколог, переводчик, профессор, доктор филологических наук. Действительный член Венгерской академии наук (1947). Лауреат Национальной премии имени Ко́шута (1949).

## Биография
Окончил факультет классической филологии Будапештского университета, продолжил изучение тибетской филологии, синологии и монголистики в Сорбонне в Париже.
В 1928—1940 годах выезжал в страны Азии, изучал язык моголов в Афганистане, фольклор афганских узбеков, практически неисследованные на тот момент языки южных и восточных монголов в Китае, во Внутренней Монголии, исследовал переведённые с тибетского и хранящиеся в буддийских монастырях сборники монгольской канонической литературы (106 томов), создал первое научное описание этого ценного источника культуры (1942—1944). В 1936—1937 годах побывал в Персии и Афганистане с целью изучения архаичных монгольских языков. В 1940 году посетил Японию. В Токио и Киото изучал материалы внутренней Азии, а именно японские издания, неизвестные в Европе. Собрал ценную коллекцию монгольских, тибетских и других рукописей, хранящихся в японских библиотеках.
В 1939—1972 годах — заведующий кафедрами филологии Центральной Азии и турецкого языка Будапештского университета. С 1939 по 1950 год работал директором Восточноазиатского института, в 1941—1945 годах —директором Института венгерских исследований. С 1950 по 1972 год был заведующим Отделом Центральной Азии, и одновременно руководителем исследовательской группы Отдела Восточной Азии (с 1942 по 1961), Отделения турецкой филологии (с 1964 по 1971) и Отделением алтайских исследований Венгерской академии наук (до 1972).
Был организатором и руководителем сбора памятников монгольского языка и издания их в 14 томах, перевёл и осуществил венгерское издание «Сокровенного сказания монголов». Занимался исследованием восточных связей венгерского языка, раннего периода истории венгерского народа. Определил закономерности соответствия долгих гласных в древних и современных тюркских языках.
В своих научных трудах писал о старотюркских связях венгерского языка, о взаимодействии, так называемых, тюркских языков чувашского типа с венгерским в VI—X веках, сделал ряд выводов, обогативших чувашское языкознание основополагающими положениями, способствовавших периодизации истории чувашского языка и определению его места среди тюркских языков.
В 1949 году отмечен премией имени Кошута. С 1936 года — член-корреспондент, с 1947 — действительный член, вице-президент Венгерской академии наук (1949—1970). В 1956—1957 годах — исполнительный президент Венгерской АН.
В 1967 году награждён золотой медалью Венгерской академии наук. Был почётным доктором Будапештского (с 1982) и Сегедского университетов (с 1984). Почётный гражданин Балашшадьярмата.
Похоронен в Будапеште на кладбище Фаркашрети.

## Избранные публикации
- Attila családfája; Eötvös Collegium volt Tagjainak Szövetsége, Budapest, 1926 (Eötvös füzetek)
- A magyarság keleti kapcsolatai. Egy készülő szintézis alapelvei; s.n., Budapest, 1932 (Minerva-könyvtár)
- Rapport préliminaire d’un voyage d’exploration fait en Mongolie Chinoise 1928—1931; Kőrösi Csoma Társaság, Budapest, 1933 (hasonmásban: 1977)
- Sárga Istenek, sárga emberek. Egy év Belső-Mongólia lámakolostoraiban; Egyetemi ny., Budapest, 1934
- Kína. Múlt és jelen; Magyar Szemle, Budapest, 1935 (Kincsestár)
- Afgán földön; Franklin, Budapest, 1938 (A Magyar Földrajzi Társaság könyvtára)
- Az ismeretlen Belső-Ázsia; Athenaeum, Budapest, 1940
- Attila hunjainak eredete In: Attila és hunjai / Szerk.: Németh Gyula (1940)
- Ázsiai hunok In: Attila és hunjai / Szerk.: Németh Gyula (1940)
- A kínai-átírásos barbár nyelvi glosszák kérdése; Hornyánszky Ny., Budapest, 1941
- Catalogue du Kanjur mongol imprimé (Bp., 1942—1944)
- Analecta orientalia memoriae Alexandri Csoma de Kőrös dicata; szerk. Ligeti Lajos; MTA, Budapest, 1947 (Bibliotheca orientalis Hungarica)
- Egy XII. századi mandzsu-tungúz írás : a «kis» dzsürcsi írás értelmezése (Budapest, 1948)
- A magyar tudomány tíz éve 1945—1955; szerk. Ligeti Lajos; Akadémiai, Budapest, 1955
- Le Po kia sing en écriture 'phags-pa; Akadémiai, Budapest, 1957
- Preklasszikus emlékek, 1-4.; közzéteszi Ligeti Lajos; Belső-ázsiai Intézet, Budapest, 1963—1969 (Mongol nyelvemléktár)
  - 1. XIII-XIV. század; 1963
  - 4. XIII-XVI. század és a XVII. század eleje; 1965
  - 5. Jüan- és Ming-kori szövegek klasszikus átírása; 1967
  - 15. 1969
- Phangs-pa írásos emlékek; Belső-ázsiai Intézet, Budapest, 1964 (Mongol nyelvemléktár)
- Les voyelles longues en moghol; Akadémiai Ny., Budapest, 1964
- Monuments en écriture 'phags-pa; OSZK, Bp., 1968 (Indices verborum linguae Mongolicae monumentis traditorum)
- Monuments préclassiques. 1., XIIIe et XIVe siécles, 1-2.; szerk. Ligeti Lajos; Akadémiai, Budapest, 1970—1972
- Mongolian studies; szerk. Ligeti Lajos; Akadémiai, Budapest, 1970 (Bibliotheca orientalis Hungarica)
- Studia Turcica; szerk. Ligeti Lajos; Akadémiai, Budapest, 1971 (Bibliotheca orientalis Hungarica)
- Histoire secréte des mongols. Texte en écriture ouigoure incorporé dans la chronique Altan tobči de Blo-bzan bstan-'jin; Akadémiai, Budapest, 1974 (Monumenta linguae Mongolicae collecta)
- Research in Altaic languages. 14. Permanent International Altaistic Conference. Szeged, August 22-28. 1971; szerk. Ligeti Lajos; Akadémiai, Budapest, 1975 (Bibliotheca orientalis Hungarica)
- A magyar nyelv török kapcsolatai és ami körülöttük van; MTA Könyvtár, Budapest, 1977
- Proceedings of the Csoma de Kőrös memorial symposium. Held at Mátrafüred, 24-30. September 1976; szerk. Ligeti Lajos; Akadémiai, Budapest, 1978 (Bibliotheca orientalis Hungarica)
- A magyar nyelv török kapcsolatai és ami körülöttük van (Budapest, I. kiadás: 1977; II. kiadás: 1979)
- Keleti nevek magyar helyesírása; főszerk. Ligeti Lajos, szerk. Terjék József; Akadémiai, Budapest, 1981)
- Prolegomena to the Codex Cumanicus; Akadémiai Ny., Budapest, 1981
- Tibetan and Buddhist studies. Commemorating the 200th anniversary of the birth of Alexander Csoma de Kőrös, 1-2.; szerk. Ligeti Lajos, közrem. Bethlenfalvy Géza, Egyed Alice; Akadémiai, Budapest, 1984
- A Codex Cumanicus mai kérdései; Kőrösi Csoma Társaság, Budapest, 1985 (Keleti értekezések)
- A magyar nyelv török kapcsolatai a honfoglalás előtt és az Árpád-korban; Akadémiai, Budapest, 1986
- Sárga istenek, sárga emberek. Egy év Belső-Mongólia lámakolostoraiban; előszó Hazai György, szöveggond. Furkó Zoltán; Szépirodalmi, Budapest, 1988 (Kentaur könyvek)
- A mongolok titkos története; ford., előszó Ligeti Lajos, versford. Képes Géza, utószó Kara György; Osiris, Budapest, 2004